# Contea di Sterpeto
La contea di Sterpeto, feudo pontificio, aveva sede nell'omonimo borgo murato e castello di poggio, a 7 km dalla città di san Francesco, e disponeva di un piccolissimo circondario. Fu amministrata, con rango comitale, dal 1462 al 1797, dalla famiglia Fiumi e Fiumi-Roncalli. Il paese fortificato è posizionato su un colle, alto 344 metri, lungo la strada Pianello-Assisi.

## Storia

Il borgo castello di Sterpeto

L'appartamento dei conti Fiumi nel castello

La torre colombara del borgo

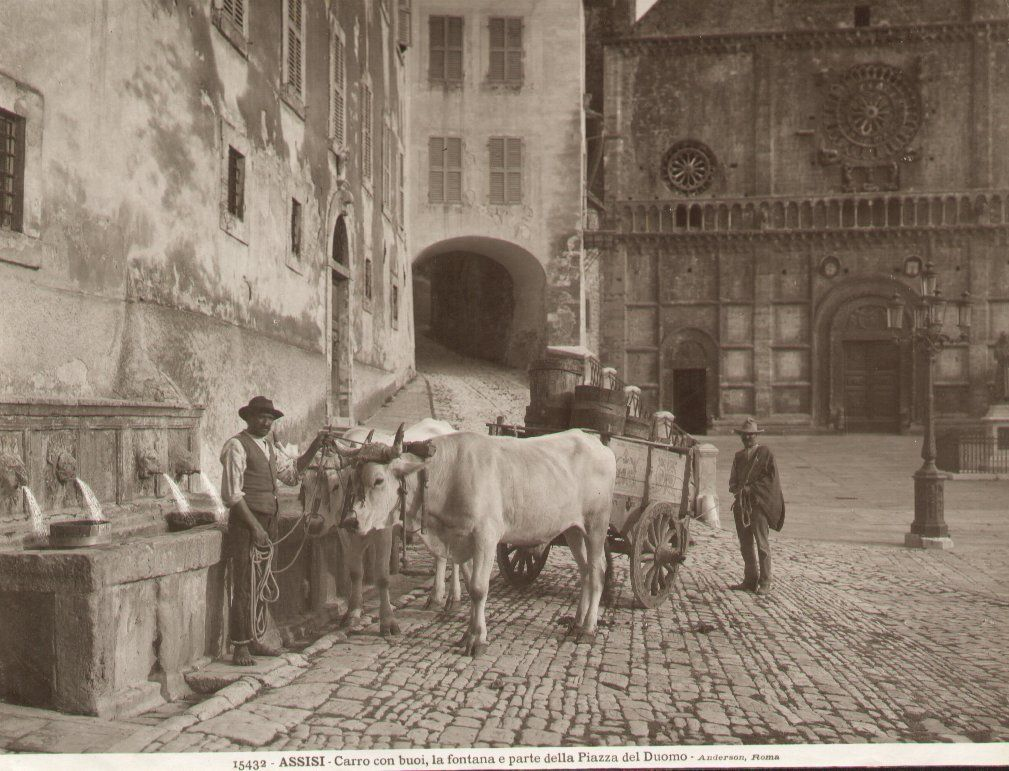
Assisi: palazzo Fiumi-Sermattei della Genga, a sinistra

Il castello (ricordato per la prima volta nel 1056), edificato in pietra arenaria e ciottoli di fiume, presentava la peculiarità di disporre di due porte di accesso, di cui la seconda, più ampia, conduceva alla corte della residenza comitale, rielaborata secondo il gusto rinascimentale e barocco. Sotto gli appartamenti signorili si trovava l'aula del tribunale, dove il feudatario amministrava la giustizia, le carceri e le cantine. All'esterno del borgo si ergeva la chiesa dedicata alla Madonna.
Nel 1319 Sterpeto si trovava sotto la stretta sorveglianza della guelfa Perugia quale avanguardia bellica verso la ghibellina Assisi. Nel 1391 si verificò in Assisi una strage tra i Fiumi e i Nepis: questi fecero assassinare Neri e Nicolò Fiumi e allontanarono i loro sostenitori. Tre anni dopo Gentile di Bernardo Fiumi offrì i propri servigi a Biordo Michelotti, signore di Perugia, in cambio del suo appoggio in caso di guerra.
Dopo la signoria di Braccio I Baglioni, il 19 giugno 1462, il papa Pio II costituì la contea di Sterpeto assegnandola, come ricompensa per le proficue attività svolte a beneficio della Chiesa, a Guido I di Franceschino Fiumi, dietro un simbolico pagamento annuo di tre libbre d'argento. Il breve apostolico prevedeva il diritto di trasmettere il feudo per via maschile e l'esercizio del mero et mixto imperio. Dal 1488 al 1511 a Guido I subentrò il primogenito Giacomo, insieme al fratello Alessandro: Sforza Fiumi fu conte di Sterpeto fino al 1535.
Il figlio di Sforza, Cesare I, ricevette da Paolo III Farnese un'ulteriore investitura, ricca di nuovi privilegi: continuavano però le controversie con Assisi. I Fiumi (residenti sia nel castello che nel palazzo sito nella piazza assisana di san Rufino) guidavano la contea tramite un podestà nominato ogni sei mesi, un balio (governatore), alcuni funzionari tributari, un organo giurisdizionale, un cancelliere e un drappello di soldati armati che vigilavano sugli ingressi al borgo, sulle frontiere (a causa della sua strategica posizione tra i possedimenti perugini e assisani) e sulla sicurezza della famiglia reggente. Nonostante ciò le dispute in materia di confini erano continue e aspre con i governanti di Assisi, al punto che fu predisposta una definita pianta del circondario di Sterpeto. Non meno cruenta era la lotta con Perugia che vedeva i Fiumi schierati con gli Oddi contro i Baglioni, che, come conti di Spello e Bettona, circondavano le terre di Assisi.
Nel 1579 Cesare I e sua moglie Almena Baglioni ospitarono nel castello il cardinale Carlo Borromeo (1538-1584) che aveva il compito di tentare di dirimere gli annosi diverbi, per il predominio sociale e politico su Assisi, tra i Fiumi (Parte de Sotto) e i Nepis (Parte de Sopra): i contrasti tra le due casate divennero proverbiali al punto da essere rievocati ancora oggi nella festa del Calendimaggio.
Dopo l'amministrazione di Cesare II e di Pirro, il 20 febbraio 1684 si verificò la temuta estinzione maschile della famiglia (con conseguente perdita del feudo, secondo le disposizioni pontificie); Guido II non aveva eredi e gli succedette il nipote Paolo Emilio Fiumi-Roncalli, figlio della sorella Almena e di Girolamo Ridolfo: la sua posterità, ancora oggi rappresentata, reggerà Sterpeto fino al 1797.
L'economia della contea era basata soprattutto sull'agricoltura (vigneti, prati, oliveti e frutteti, specialmente fichi): la vigna dei conti Fiumi era ubicata tra il borgo e la strada per Rocchicciola, possessori anche di un mulino a olio. Il gran numero di querce presenti nel feudo venivano utilizzate per legna da riscaldamento o per la realizzazione di mobili e arredi per le case. Assai redditizie le fornaci da calce e le palombare per l'allevamento dei colombi: la solida torre colombara del castello, sempre dominante il paesaggio di Sterpeto, serviva per l'addestramento dei piccioni viaggiatori come veicolo di comunicazione.
A Sterpeto esisteva uno dei tre monti frumentari della zona, gestito dai Fiumi e molto ricco di grano: gli altri due si trovavano ad Assisi e a Castelnuovo. Gli sterpetani, oltre alla parrocchiale rifatta nel 1794, disponevano della casa e chiesa del SS. Rosario, di san Carlo Borromeo e della "Madonnuccia": sant'Aldebrando era il patrono del feudo e contitolare della pieve di Santa Maria.
Lo stemma dei conti Fiumi, antica e ricca casata assisana di proprietari terrieri, era caratterizzato nel seguente modo: "di verde al fiume al naturale in banda".
Il blasone dei Fiumi-Roncalli, loro successori dal 1684 come feudatari di Sterpeto, era così illustrato:
L'attuale famiglia ha assunto il cognome di Fiumi-Sermattei della Genga, in virtù delle nozze di Cristoforo con un'esponente di tale casata, imparentata con il papa Leone XII. Dal paese di Genga, presso Fabriano, di cui erano originari, i Sermattei si trasferirono ad Assisi alla fine del Settecento.
L'occupazione napoleonica, nel 1797, interessò anche l'odierna Umbria con la conseguente decadenza del feudalesimo.
I Fiumi-Roncalli, nella persona del conte Giuseppe, persero il potere temporale sul feudo, riassorbito dallo Stato Pontificio, ma non il titolo e le proprietà immobiliari e mobiliari che conservarono fino al XX secolo.
Il borgo-castello di Sterpeto è stato alienato a una società e adibito ad uso abitativo.